# 波爾克縣 (威斯康辛州)
波爾克縣（英語：Polk County）是美國威斯康辛州西部的一個縣，西隔聖克羅伊河與明尼蘇達州相望。面積2,477平方公里。根據美國2000年人口普查，共有人口41,319人。縣治鮑爾瑟姆湖 (Balsam Lake)。
成立於1853年3月14日。縣名紀念第十一任總統詹姆斯·諾克斯·波爾克。